# Kölner Klassik Ensemble

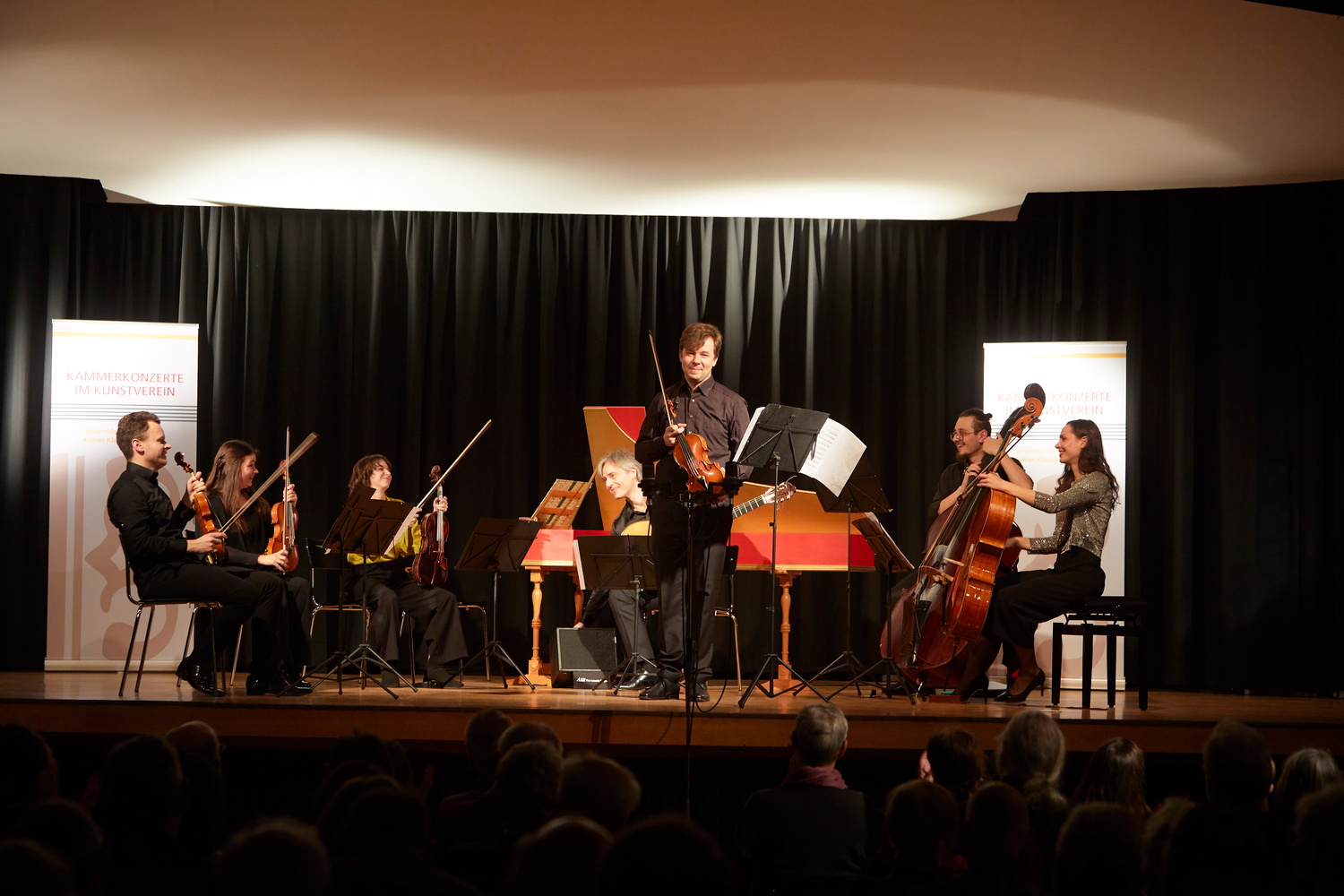
Kölner Klassik Ensemble 2023 live in Köln

Das Kölner Klassik Ensemble wurde 2003 von damaligen Studenten der Hochschule für Musik Köln gegründet. Gründer und künstlerischer Leiter des Ensembles ist seither Tobias Kassung. 
Die Jahre von 2003 bis 2006 waren geprägt von der ersten Besetzung, die mit drei Violinen, Viola, Violoncello, Kontrabass, Gitarre und Klavier recht ungewöhnlich war. Vor allem die 2008 bei Sony Classical Records veröffentlichte Einspielungen mit klassischen Arrangements der Musik Astor Piazzollas wurde bekannt. 
Heute ist das Kölner Klassik Ensemble nach eigenem Bekunden ein Kollektiv für Kammermusik in verschiedenen Besetzungen. Prominente Mitglieder sind der künstlerische Leiter Tobias Kassung, der musikalische Leiter Alexander Prushinskiy und der Kontrabassist Prof. Stanislav Anischenko. Sie bilden auch das Astor Trio, das bekannteste Ensemble innerhalb der Gruppe. Daneben tritt vor allem das Duo von Lena Kravets (Violoncello) mit Tobias Kassung (Gitarre) in Erscheinung, das Ensemble 8CELLI, das achtköpfige Kammerensemble, sowie das Arisva Streichquartett.
Seit 2020 ist das Kölner Klassik Ensemble Gastgeber der Kammerkonzerte im Kunstverein, seit 2024 fortgeführt als kammerkonzerte.koeln im Humboldt-Saal. Die Reihe widmet sich der klassischen Kammermusik in ihrer kompletten Vielfalt und präsentiert neben den verschiedenen Besetzungen des Kölner Klassik Ensembles herausragende Gastensembles aus Köln und Nordrhein-Westfalen.

## Diskographie
- Lena Kravets & Tobias Kassung: La lumière du sud (2023), KSG Exaudio 67046
- Astor Trio live at Kammerkonzerte Köln 2021, KSG Exaudio 67044
- Tobias Kassung & Luciano Marziali: Il Cinema (2019) KSG Exaudio 67040
- Lena Kravets & Tobias Kassung: Lieder, Songs & Canciones (2017) KSG Exaudio 67036
- Astor Trio: Gershwin & de Falla (2015) KSG Exaudio 67033
- Astor Trio: Bach & Piazzolla (2012) KSG Exaudio 67025
- Kölner Klassik Ensemble: Astor Piazzolla "Las Estaciones Porteñas" (2008) Sony Classical 98723
- Kölner Klassik Ensemble: Grieg, Mozart, Rodrigo und Saint-Saëns (2008) KSG Classics 67002
- Kölner Klassik Ensemble: Astor Piazzolla (2006) KSG Classics 67001
- Kölner Klassik Ensemble: Rodrigo, Vivaldi, Piazzolla und Mozart (2004) KSG Classics 004